# 香港銀行同業拆息
香港銀行同業拆息（英語：Hong Kong Interbank Offered Rate，簡稱），是香港金融市場上的銀行與銀行同業之間的拆出、借入資金的息率。從廣義來說，HIBOR指有關的息率在香港時間上午11:00的定價。

## HIBOR定義
在香港，香港銀行同業拆息的官方名稱為港元利息結算利率（Hong Kong Dollar Interest Settlement Rates），其定義於香港金融管局網站上所示：
「港元利息結算率是由香港銀行公會按香港銀行同業市場港元存款的市場利率每日釐定。釐定時間是每個營業日（星期六除外）早上11時，並以香港銀行公會指定的20間參考銀行所提供的報價資料作為釐定基礎。港元利息結算率涵蓋到期日為1至12個月的港元存款，計算方法是從20間參考銀行的報價中抽出14個中位數值，然後取其平均數。銀行公會根據財資市場公會的建議選擇參考銀行，所採用的準則包括銀行的信譽、在港元市場上的業務規模及信貸評級。」
每間銀行都會出現資金盈餘或不足的現象，它們可以向其他銀行同業扎平資金，期限可長可短，只要在一年或以內，都屬於這個貨幣市場（Money Market）的交易。拆出資金者可主動出價，稱之為拆出利率（Offered Rate），各類銀行的實力不同、需求不一，導致提出的利率亦有差異。事實上，早晚時差亦令「銀行同業拆息」改變。為統一參考標準，選取了上午十一時作定價，無論是否有真正需要，一組既定為數20家的為銀行皆會共同報價，篩選刪減高低偏離價格後取其平均值，定義為「銀行同業拆息」。

## HIBOR類別
香港的HIBOR定價包括兩種貨幣，港元和美元。港元的HIBOR的擁有者是香港銀行公會，而美元的HIBOR的擁有者是財資市場公會 。此外，直至2013年6月前，沒有擁有者，而卻有多間銀行報價的還有香港金融市場交易的人民幣（"CNH"）：
- 港元香港銀行同業拆息
- 美元香港銀行同業拆息
- 人民幣香港銀行同業拆息

### 港元香港銀行同業拆息
港元利息結算率（亦稱香港銀行同業拆息）是根據香港銀行公會港元利率套戥協議（FRA）條款，按香港銀行同業市場港元存款的市場利率來釐定的。釐定時間是每個營業日（星期六除外）早上 11 時，並以香港銀行公會指定的 20 間參考銀行所提供的報價資料作為釐定基礎。港元利息結算率涵蓋到期日由隔夜存款、1 及 2 星期存款以及 1 至 12 個月的存款，計算方法是從參考銀行的報價中抽出 14 個中位數值，然後取其平均數，需要時可計算至小數點後第 5 個位。 

### 美元香港銀行同業拆息
隔夜、1星期、2星期及1至12個月的本港市場美元同業拆息率是以香港銀行公會指定的20間參考銀行所提供的報價資料作為釐定基礎。美元香港銀行同業拆息於每個營業日(星期六除外)香港時間約上午11時30分公布。從報價中剔除三個最高及三個最低報價，計算定價時最少需要十個報價，取其平均數為定價。香港財資市場公會已於2014年4月1日停止提供以上定價的報價。

### 人民幣香港銀行同業拆息
人民幣的香港銀行同業拆息（CNH HIBOR），反映銀行於早上 11 時的同業拆息利率，它可於財資市場公會網頁 （页面存档备份，存于）上找到。但是，在2013年6月以前，它並沒有計算出各銀行的平均價作為劃一的定價，僅由各銀行自行表示，故此，同一個檔期（例如一星期的拆息率），同時顯示多間銀行的不同利率。

## 以拆息作參考的産品
同業拆息於上午11時的定價，被社會上廣泛採用，作為不同的金融産品和商業貸款的參考計價、報價，主要為三大類別：

### 標準金融産品
利率期貨（Interest Rate Futures）、利率掉期（Interest Rate Swaps）、遠期利率協議（Forward Rate Agreements）、利率交換選擇權（Swaptions）、交叉貨幣利率掉期（Cross-Currency Swaps）、利率上限和下限（Cap and Floor）等等。

### 商業應用産品
浮息債券（Floating-Rate Bonds）、浮息票據（Floating-Rate Loans）、銀團貸款（Syndicated Loans）、大額浮息存款證（Floating-Rate Certificates of Deposit）、同業拆息按揭貸款等等。

### 衍生金融産品
累計利息票據（Range Accrual Notes）、目標贖回票據（Target Redemption Notes）、利率遞增票據（Step-Up Callable Notes）、抵押擔保債務憑證（Collateralized Mortgage Obligations）、擔保債務憑證（Collateralized Debt Obligations）、混合型永久票據（Hybrid Perpetual Notes）等等。

## 同業拆息的發展
同業拆息這些利率指標大部份產生在八十年代後期至九十年代初期，銀行同業拆借交易十分蓬勃和盛行，是銀行主要自營炒作的金融工具之一。交易員預期利率上升時，便大手借入長期資金以待稍後獲利，與此同時，手上剩餘的資金便會以短期的隔夜檔期拆出。顯而易見，大量的交易確保了「銀行同業拆息」定價不失公信力。 
今天，時移勢易，這個自營工具不再受歡迎了。其一，愈多的拆借令銀行資產膨脹，拖累銀行的資產回報率，影響銀行股價；其二，這些交易衍生一連串的對手信貸風險、操作風險、市場風險等問題，在國際不斷強化的《巴塞爾協議》要求下，促使銀行提升資本充足率的壓力，間接窒息了這類長期記錄在帳簿上的自營交易。隨着債券的普及和被認同，長期資金更可轉換為主權評級的票據賺取利息回報，進一步令長期拆借近乎絕迹。
由於短期的同業拆借有實質需要，隔夜至一周的短期同業拆借活動依然活躍，但遠至一年期的活動甚少，故越長期的拆息參考價格已沒有足夠的交投作支持。

## 改變定價機制方法
改良和改善方法可考慮三方面：改善定息設計、加強操作管理、長期改良構思。(2012年8月27日)
- 改善定息設計
  - 1. 釐清定義和要求
  - 2. 增加透明度
  - 3. 銀行的承諾
  - 4. 更換「擁有人」
  - 5. 合適的銀行數量
- 加強操作管理
  - 6. 內部操作指引
  - 7. 建立檔案系統
  - 8. 加設防火牆
  - 9. 制定監控制度
  - 10. 培訓專業員工
- 長期改良構思
  - 11. 研究取代機制
  - 12. 建立電子記錄
  - 13. 推廣短檔期的應用

## 香港對銀行同業拆息的跟進
- 2012年11月26日：香港銀行公會及財資市場公會發表「香港銀行同業拆息檢討報告」[13]，提出了五方面優化香港銀行同業拆息定價機制建議：[14]
  - 發出報價指引；
  - 制定操守準則；
  - 委託第三方管理這個定息（取代香港銀行公會）；
  - 減少不必要的期限（只提供隔夜，1星期，1、2、3、6及12個月）；
  - 檢視相關香港銀行同業拆息定價的其他合約條款

- 2012年12月26日：香港金融管理局發出表示對瑞銀（UBS）展開調查：[15]
  - 確定瑞銀有否在提供香港銀行同業拆息報價方面涉及任何不當行為；
  - 若證實有不當行為，評估行為有否對HIBOR結果造成任何重大不利影響

- 2013年2月6日：香港金融管理局發表「金管局宣布加強香港銀行同業拆息定價機制的措施」[16]，要求銀行公會及財資市場公會實施優化措施：
  - 將拆息定價機制的管理職能交予財資市場公會；
  - 就管理人的工作制定適當的監測及管治架構；
  - 制定詳盡的操守準則；
  - 停止不必要的期限；
  - 每年檢討報價銀行名單；
  - 金管局根據《銀行業條例》第7條：
    - 要求銀行遵守；
    - 明確銀行的負責人；
    - 隨時要求以確保報價銀行數量；
    - 財資市場公會定期進行獨立的外部審計

- 2013年4月25日：香港金融管理局表示財資市場公會今日公布計劃於2013年6月推出人民幣香港銀行同業拆息定價[17]。
  - 人民幣香港銀行同業拆息定價的設計：
    - 期限：隔夜、1個星期、2個星期、1個月、2個月、3個月、6個月、12個月
    - 報價銀行：根據15至18間活躍於人民幣同業市場的銀行利率作計算

  - 對市場的作用：
    - 香港推出離岸人民幣的香港銀行同業拆息定價後，將刺激不同的人民幣產品推出，例如人民幣銀團貸款、浮息債券、利率掉期、其他衍生產品，甚至人民幣浮息按揭等。[18]

- 2013年5月3日：香港金融管理局推新的監管政策手冊，編號CG-7 "Code of Conduct for Benchmark Submitters"，並於2013年8月13日於金管局網站上載中文版的「基準報價機構操守準則」[19]。當中，操守準則的註述了六大基本原則：
  - 1. 組織架構與管治安排
  - 2. 利益衝突
  - 3. 保存紀錄
  - 4. 獨立評估
  - 5. 處理投訴及告密者舉報
  - 6. 準時提供報價

## CNY HIBOR 重要事件
2016年預期人民幣兌美元貶值氣氛進一步濃烈，抛售離岸人民幣量大，導致香港銀行同業拆息大幅飆升至66.8厘，再創新高，超越日前的50厘水平。